# Aktedrilus mortoni
Aktedrilus mortoni is een ringworm uit de familie van de Naididae. De wetenschappelijke naam van de soort is voor het eerst geldig gepubliceerd in 1984 door Erséus.